# Németbánya
Németbánya (németül: Deutschhütten) község Veszprém vármegyében, a Pápai járásban.

## Fekvése
A Bakonyban, erdők által övezve fekszik, a megyeszékhely Veszprém és Pápa között légvonalban majdnem félúton, bár utóbbi városhoz valamivel közelebb.
A közvetlenül határos települések: kelet felől Szentgál, délkelet felől Csehbánya, dél felől Kislőd, délnyugat felől Farkasgyepű, nyugat felől pedig Bakonyjákó. Északi szomszédja, annak 1981-es megszüntetéséig Iharkút volt, utóbbi település egykori területe ma Bakonyjákóhoz tartozik.

### Megközelítése
Feltehetőleg mindig is zsákfalu volt; közúton csak a Városlőd-Pápa-Győr közt húzódó 83-as főút felől közelíthető meg. Ehhez a főútról Bakonyjákónál kell letérni a falun végigvezető 83 122-es számú mellékútra, majd a központ déli részén északkeletnek fordulni a Németbánya felé leágazó 83 115-ös számú mellékúton. Az egykori Iharkút helyén kialakított emlékparkhoz ez utóbbi útról a falu nyugati széle előtt északnak fordulva lehet eljutni, egy számozatlan önkormányzati úton.

## Története
A török hódoltság idején elmenekült őslakosság helyére hozott német telepesek meghonosították az üvegipart, amely 1780-ban megszűnt. Üveghutákat a betelepülő németek abban az időben több helyen hoztak létre az országban, például a Baranya vármegyei Kisújbányán (Neuglasshütte) vagy a mára elhagyott Pusztabányán.

## Közélete

### Polgármesterei
- 1990–1994: Kungl Ignác (független)[3]
- 1994–1998: Aradi Alajos Imre (független)[4]
- 1998–2002: Aradi Alajos (független)[5]
- 2002–2005: Aradi Alajos Imre (független)[6]
- 2005–2006: Nagy Gábor (független)[7]
- 2006–2010: Nagy Gábor (független)[8]
- 2010–2014: Blaskovits Zoltán (független)[9]
- 2014–2016: Blaskovits Zoltán (független)[10]
- 2017–2019: Ujvári Szilvia (független)[11]
- 2019–2024: Marcsik Zoltánné Király Ágnes (független)[12]
- 2024– : Marcsik Zoltánné Király Ágnes (független)[1]

A településen 2005. május 15-én időközi polgármester-választást tartottak, az előző polgármester lemondása miatt.
2017. március 5-én újból időközi polgármester-választást kellett tartani Németbányán, ugyanilyen okból.

## Népesség
A település népességének változása:
| Lakosok száma | 94   | 93   | 94   | 120  | 105  | 111  | 114  |
|               | 2013 | 2014 | 2015 | 2021 | 2022 | 2023 | 2024 |

A 2011-es népszámlálás során a lakosok 94,1%-a magyarnak, 1,2% cigánynak, 47,1% németnek, 1,2% örménynek, 1,2% szlováknak mondta magát (3,5% nem nyilatkozott; a kettős identitások miatt a végösszeg nagyobb lehet 100%-nál). A vallási megoszlás a következő volt: római katolikus 64,7%, református 8,2%, evangélikus 3,5%, görögkatolikus 1,2%, izraelita 1,2%, felekezeten kívüli 7,1% (10,6% nem nyilatkozott).
2022-ben a lakosság 87,6%-a vallotta magát magyarnak, 21% németnek, 1-1% szlováknak, cigánynak, románnak és lengyelnek, 5,7% egyéb, nem hazai nemzetiségűnek (9,5% nem nyilatkozott; a kettős identitások miatt a végösszeg nagyobb lehet 100%-nál). Vallásuk szerint 41% volt római katolikus, 13,3% református, 2,9% evangélikus, 1% izraelita, 1% egyéb keresztény, 10,5% felekezeten kívüli (30,5% nem válaszolt).

## Nevezetességei
Ez a környék legkisebb települése. Mint neve is fémjelzi (Deutschhütten) német ajkú falu. Németbánya védőszentje Szent Márton, a róla elnevezett kápolna a főtéren áll.
A településtől nem messze található az egykori Iharkút település helyén létesített bauxitbánya. Itt található a bakonyi dinoszaurusz-lelőhely, ahonnan az első dinoszaurusz testfosszíliák előkerültek a mai Magyarország területéről. 2000 óta a dinoszauruszok mellett egy teljes mezozoos szárazföldi gerinces faunát tártak itt fel a kutatók. A lelőhely több, korábban ismeretlen új nemmel büszkélkedhet, mint például a Hungarosaurus (páncélos dinoszaurusz), az Iharkutosuchus (növényevő krokodil), és a Bakonydraco (repülő hüllő). Utóbbiról kapta nevét a Németbányán ősszel megrendezésre kerülő kulturális fesztivál (Bakonydraco Fesztivál).
A települést érinti az Országos Kéktúra útvonala.
Németbányától 4 km-re található a festői Pisztrángos-tó, mely látványával kellemes kikapcsolódást ígér a horgászoknak és a természetet kedvelőknek.

## Neves szülöttei
Itt született Nagy Sándor, festő és iparművész 1869-ben. Budapesten, Rómában és Párizsban tanult.
Vallásos tematikájú, szimbolikus freskókat, tájképeket és rézkarcokat készített. Számos könyvet illusztrált,- Ady versekhez is. Gobelint tervezett, üvegfestéssel foglalkozott. Több honi és külföldi kiállításon díjazták munkáit. A szecesszió legrangosabb magyar képviselője. Néhány alkotása a Magyar Nemzeti Galériában fellelhető. Például Ave Mariam, Gyöngyvér. Vadászó dzsentri (1907) festett üveg produkciója a veszprémi színházat díszíti. 1950-ben Gödöllőn hunyt el.

## Külső hivatkozások
- Németbánya hivatalos honlapja
- A Bakonydraco Fesztivál honlapja